# 徐州 (后秦)
徐州，中国十六国时后秦设置的州。
403年，后秦设置徐州，治所在项县（今河南省沈丘县南）。下辖陈郡（治今河南省淮阳县）、颍川郡（治今河南省许昌市建安区东）、襄城郡（治今河南省襄城县）、梁郡（治今河南省商丘市睢阳区西南）、汝阳郡（治今河南省商水县西北）、南顿郡（治今河南省项城市西南）。405年，又夺得东晋的汝南郡（治今河南省息县西南）、新蔡郡（治今河南省新蔡县）。辖境相当今河南省商丘市、太康县、商水县以东地区和安徽省亳州市、涡阳县、蒙城县等市县。417年，东晋灭后秦，废除徐州。